# Districtul Grăniceresc Năsăud
Între 1762 și 1783, din dispoziția Curții de la Viena, au fost militarizate treptat Valea Rodnei, Valea Șieului, Valea Bârgăului și a Someșului, ca parte a Graniței Militare Transilvănene. Astfel s-a format unitatea militară imperială sub numele de Al doilea Regiment Valah de Infanterie Grănicerească nr. 17. Mai târziu, localnicii i-au pus și numele de Districtul Grăniceresc Năsăud, când năsăudenii și-au obținut o oarecare autonomie administrativă a teritoriului, sub comanda căpitanului suprem de district Alexandru Bohățiel.
Emblema sigiliului, la înființarea regimentului, înfățișa imaginea vulturului imperial austriac și inscripția Virtus Romana Rediviva - Virtutea romană reînviată. În nenumărate rânduri, Districtul Năsăudean a fost vizitat de către persoane importante: împărați și membri ai guvernului provincial, episcopi, generali și alți demnitari civili și militari. Dintre toate, de neuitat au rămas vizitele Împăratului Iosif al II-lea de Habsburg care a inspectat teritoriul regimentului grăniceresc de trei ori  în anii 1773, 1784 și 1786.
Trupele regimentului grăniceresc de infanterie au luat parte, în cei aproape 90 de ani de existență, la 20 de campanii militare în care au desfășurat 133 de bătălii unde și-au pierdut viața peste 3.000 de ostași. Dintre episoadele cele mai dramatice care ilustrează istoria militara a regimentului II românesc de graniță sunt: lupta de la Troppau din 1799 cu prusacii, luptele cu turcii din 1788, cu armatele franceze în mai multe campanii purtate în anii 1792-1814. Memorabilă a rămas în istoria regimentului, cât și în istoria militară a Franței, lupta din 15-17 noiembrie 1796 de la Areda Veneției unde cătanele negre (denumire primită datorită uniformelor specifice) din batalionul al II-lea l-au impresionat pe tânărul general Napoleon Bonaparte prin curaj. Mai târziu, exilat pe insula Sfânta Elena, Napoleon i-a evocat în memoriile sale - episodul bătăliei de la Arcole.
După aproape un secol de existență, Regimentul Năsăudean a fost desființat în 1851, Împăratul Franz Josef I decorându-i steagul cu Medalia de Aur. În zilele noastre Muzeul Grăniceresc Năsăudean din orașul Năsăud este cel care evocă Districtul Grăniceresc Năsăudean.